# Begg Point
Der Begg Point ist eine Landspitze an der Südküste und nahe dem westlichen Ende von Südgeorgien. Sie bildet die Nordostseite der Einfahrt zum Johan Harbor.
Der South Georgia Survey kartierte ihn zwischen 1956 und 1957. Das UK Antarctic Place-Names Committee benannte ihn 1958 nach Kapitän Sinclair Begg (1893–1986), unter anderem Schiffsführer des Waltransporters Coronda von 1933 bis 1940 und zwischen 1947 und 1951 Manager der South Georgia Whaling Company auf der Walfangstation Leith Harbour.